# Korpus Inżynieryjny Armii Stanów Zjednoczonych

Logo Korpusu Inżynieryjnego Armii Stanów Zjednoczonych

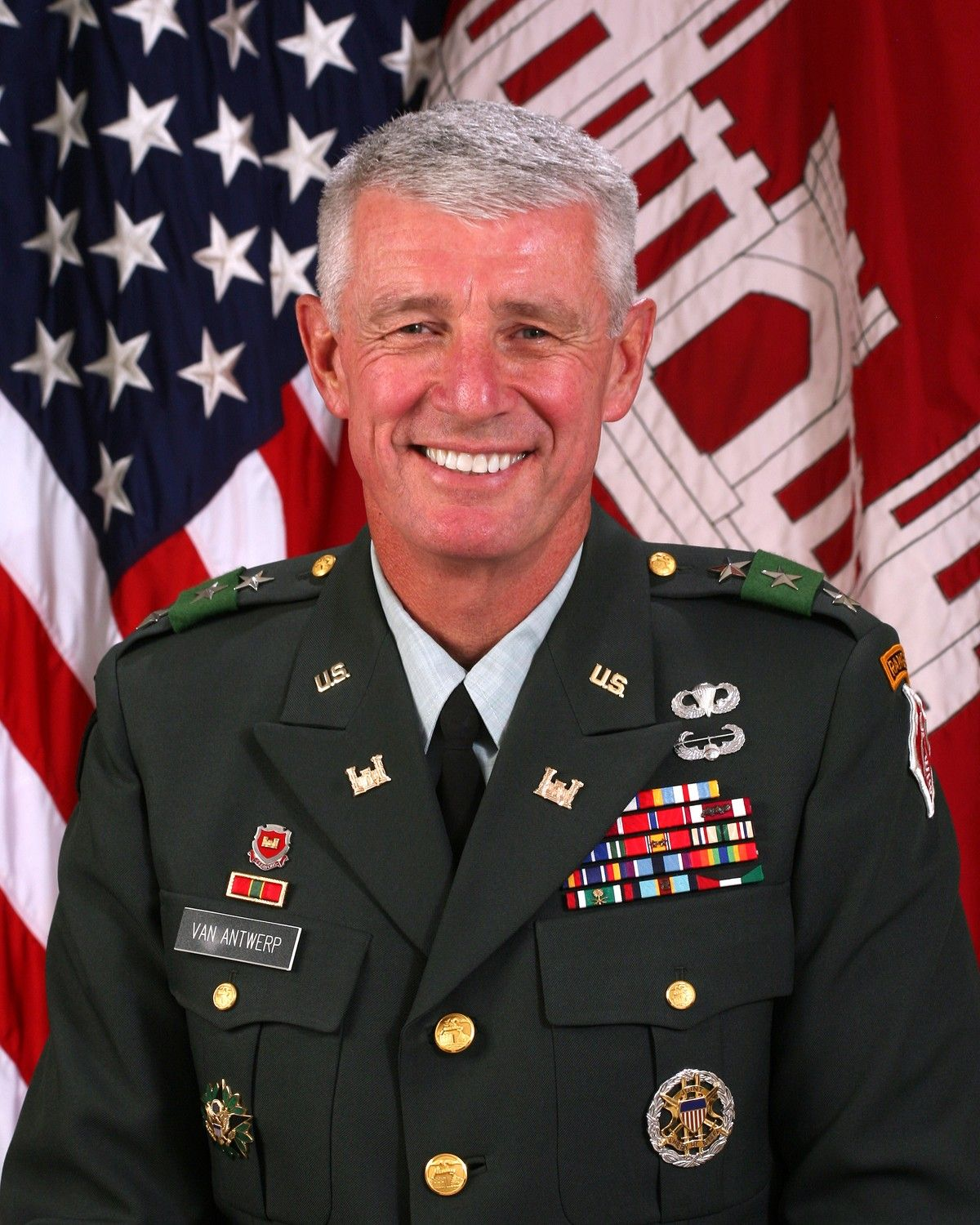
Robert L. Van Antwerp Jr., dowódca Korpusu

Korpus Inżynieryjny Armii Stanów Zjednoczonych (ang. United States Army Corps of Engineers, w skrócie USACE) – amerykańska agencja federalna zatrudniająca około 34 600 cywilów oraz 650 osób personelu wojskowego. Jej misją jest zapewnianie usług inżynieryjnych w Stanach Zjednoczonych takich jak:
- planowanie, projektowanie, budowa i utrzymanie tam oraz innych obiektów budownictwa lądowego,
- projektowanie i zarządzanie budową obiektów wojskowych dla Wojsk Lądowych (Armii) i Sił Powietrznych Stanów Zjednoczonych,
- projektowanie oraz zarządzanie budową obiektów dla agencji federalnych, m.in. Departamentu Obrony Stanów Zjednoczonych.

Historia korpusu sięga 1775 roku, kiedy Kongres Kontynentalny ustanowił stanowisko Głównego Inżyniera (ang. Chief Engineer), którego zadaniem było wybudowanie fortyfikacji na wzgórzu Bunker Hill w pobliżu Bostonu (obecnie Charlestown w stanie Massachusetts). Pierwsze oddziały składały się głównie z obywateli francuskich zatrudnionych przez George’a Washingtona z dworu króla Ludwika XVI. W 1802 roku korpus stacjonował w West Point, gdzie utworzono pierwszą amerykańską akademię wojskową.